# Carex vallis-rosetto
Carex vallis-rosetto là một loài thực vật có hoa trong họ Cói. Loài này được K.Schum. mô tả khoa học đầu tiên năm 1909.